# Estación de Valdecilla
Valdecilla es un apeadero ferroviario situado en la ciudad española de Santander, en la comunidad autónoma de Cantabria. Dispone de servicios de Media Distancia. Forma parte también de la línea C-1 de Cercanías Cantabria operada por Renfe. 

## Situación ferroviaria
La estación se encuentra en el punto kilométrico 513,002 de la línea férrea de ancho ibérico Palencia-Santander a 4,40 metros de altitud. Históricamente dicho kilometraje se corresponde con el trazado Madrid-Santander por Palencia y Alar del Rey. 

## La estación
Debe su construcción al vecino Hospital Universitario Marqués de Valdecilla al que sirve principalmente. El apeadero se encuentra cerca de la rotonda de acceso al centro hospitalario con un importante desnivel en relación con la misma que se supera gracias a unas escaleras helicoidales que permiten acceder al único andén del recinto.

## Servicios ferroviarios

### Media Distancia
Los trenes de Media Distancia que unen Valladolid con Santander tienen parada en la estación. La frecuencia mínima es de dos trenes diarios en ambos sentidos. 
| Línea MD | Servicio        | Origen/Destino          | Paradas intermedias | Destino/Origen          |
| -------- | --------------- | ----------------------- | --- | ----------------------- |
| 20       | Regional Exprés | Valladolid-Campo Grande | Valladolid-Universidad · Cabezón de Pisuerga · Corcos-Aguilarejo · Cubillas de Santa Marta · Dueñas · Venta de Baños · Palencia · Monzón de Campos · El Carrión · Amusco · Piña · Frómista · Osorno · Espinosa de Villagonzalo · Herrera de Pisuerga · Alar del Rey · Mave · Aguilar de Campoo · Quintanilla de las Torres · Mataporquera · Reinosa · Bárcena · Los Corrales de Buelna · Torrelavega · Renedo · Maliaño · Valdecilla | Santander               |
| 20       | Regional Exprés | Valladolid-Campo Grande | Valladolid-Universidad · Cabezón de Pisuerga · Corcos-Aguilarejo · Cubillas de Santa Marta · Dueñas · Venta de Baños · Palencia · El Carrión · Piña · Frómista · Osorno · Espinosa de Villagonzalo · Herrera de Pisuerga · Alar del Rey · Aguilar de Campoo · Mataporquera · Reinosa · Bárcena · Los Corrales de Buelna · Torrelavega · Renedo · Maliaño · Valdecilla                                                                | Santander               |
| 20       | Regional Exprés | Santander               | Valdecilla · Maliaño · Renedo · Torrelavega · Los Corrales de Buelna · Bárcena · Reinosa · Mataporquera · Aguilar de Campoo · Alar del Rey · Herrera de Pisuerga · Espinosa de Villagonzalo · Osorno · Frómista · Piña · El Carrión · Palencia · Venta de Baños · Valladolid-Universidad | Valladolid-Campo Grande |

### Cercanías
Forma parte de la línea C-1 de la red de Cercanías Cantabria. Veinticuatro trenes en ambos destinos unen Valdecilla con la estación de Santander. Dos minutos bastan para cubrir el trayecto.
| procedencia/destino | < estación | Línea | estación >    | destino/procedencia                 |
| ------------------- | ---------- | ----- | ------------- | ----------------------------------- |
| Santander           | Santander  |       | Nueva Montaña | RenedoLos Corrales de BuelnaReinosa |